# Tateanthus duidae
Tateanthus es un género monotípico de plantas con flores pertenecientes a la familia Melastomataceae. Su única especie: Tateanthus duidae, es originaria de Sudamérica donde se distribuye por Brasil y Venezuela.   

## Taxonomía
Tateanthus duidae fue descrita por Henry Allan Gleason y publicado en Bulletin of the Torrey Botanical Club 58: 424, pl. 34. 1931